# Śnieżne Czuby
Śnieżne Czuby (słow. Snehový hrb) – postrzępiony odcinek grani w słowackiej części Tatr Wysokich. Znajduje się w ich grani głównej, w północno-wschodniej grani Śnieżnego Szczytu. Od Śnieżnego Zwornika na zachodzie oddziela go Wyżnia Śnieżna Przełęcz, z kolei na wschodzie graniczy ze Śnieżnym Mniszkiem, oddzielonym Śnieżnymi Wrótkami. Grań składa się tutaj z licznych turniczek i skalnych zębów.
Południowe stoki opadają ze Śnieżnych Czub stromym urwiskiem do górnego piętra Doliny Pięciu Stawów Spiskich, natomiast ich północne stoki zbiegają do Śnieżnego Bańdziocha – górnego piętra Doliny Czarnej Jaworowej. Śnieżne Czuby są wyłączone z ruchu turystycznego. Najdogodniejsza droga dla taterników prowadzi na nie granią od Śnieżnej Przełęczy.
Pierwsze potwierdzone wejścia:
- letnie – Zygmunt Klemensiewicz i Roman Kordys, 27 sierpnia 1907 r.,
- zimowe – H. Myslivcová, Osvald Duba i Leopold Páleníček, 22 kwietnia 1971 r.

Prawdopodobnie granią chodzono już wcześniej.